# Nordhofen

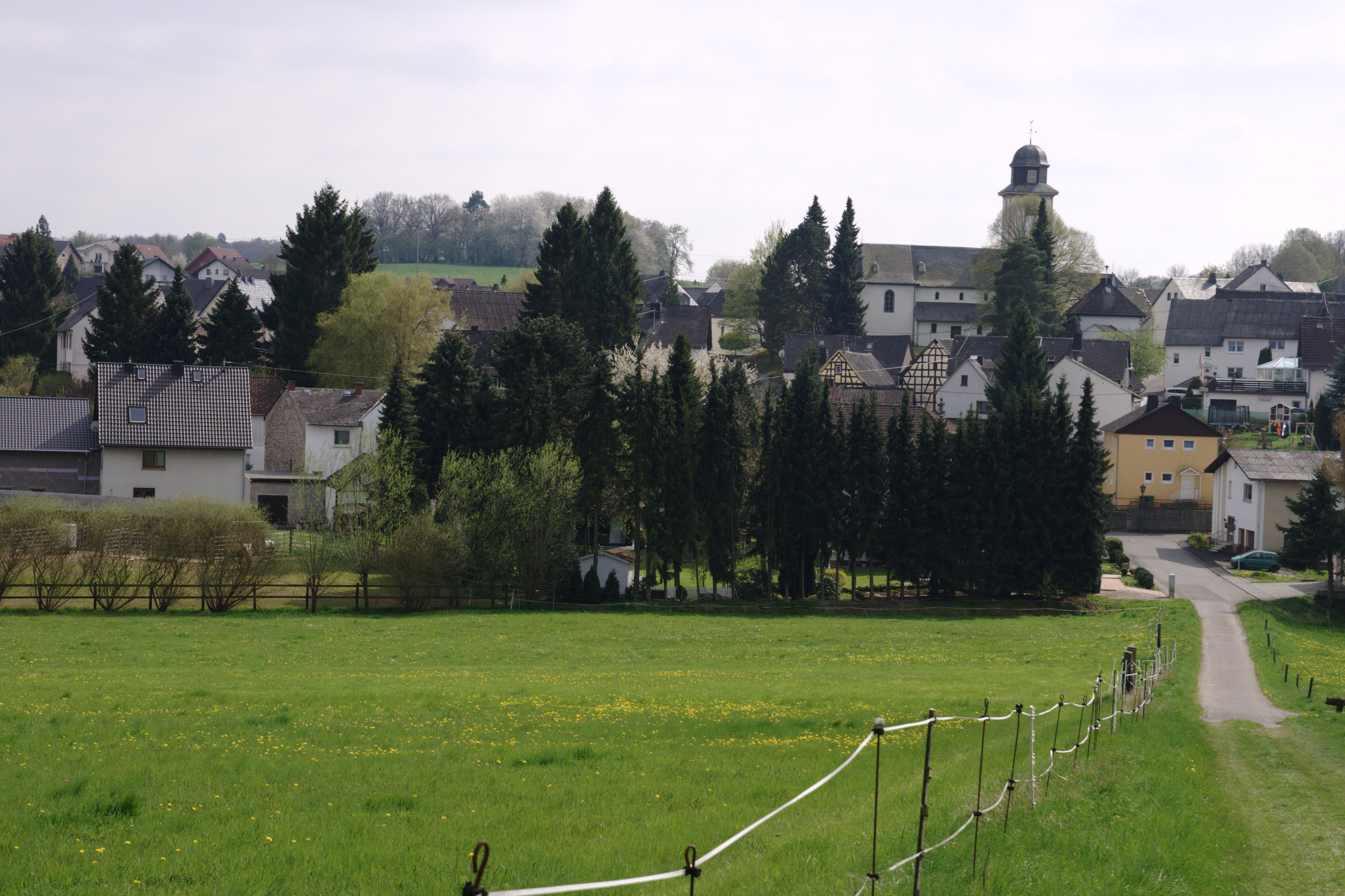
Blick über Nordhofen

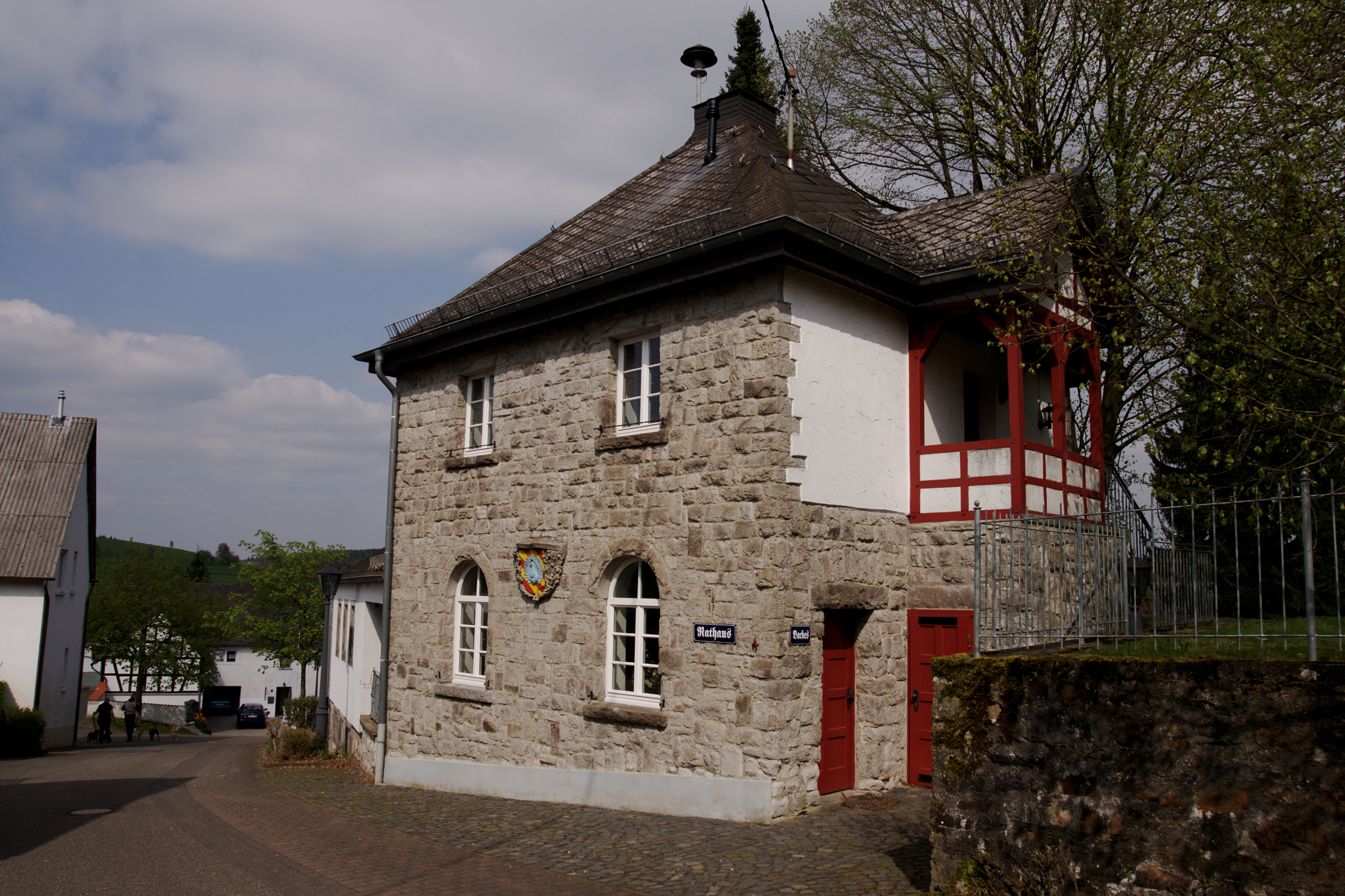
Rathaus und Backes

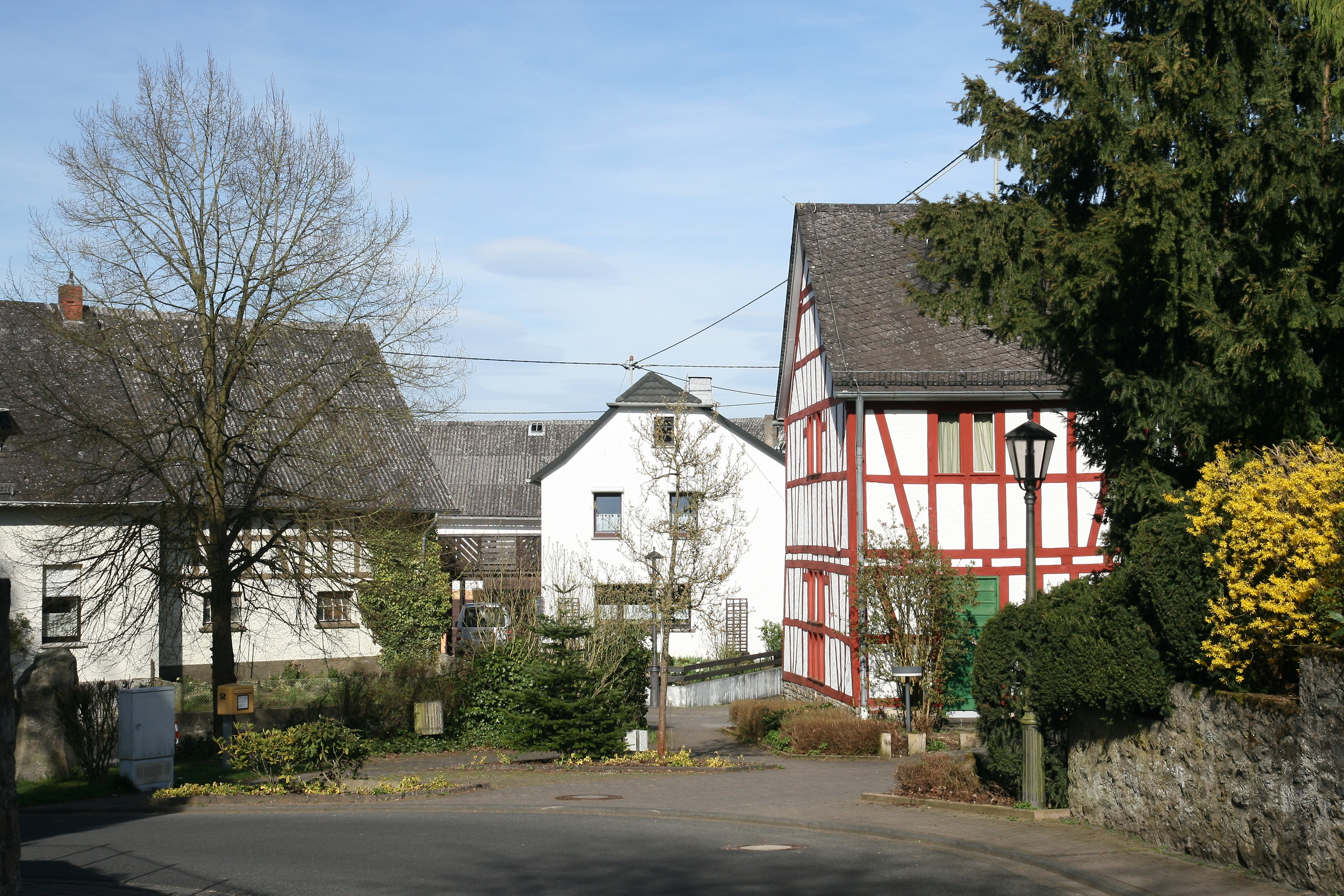
Ortsansicht

Nordhofen (mundartlich: Noorden) ist eine Ortsgemeinde im Westerwaldkreis in Rheinland-Pfalz. Sie gehört der Verbandsgemeinde Selters (Westerwald) an.

## Geographie
Die Gemeinde liegt an der inzwischen für den Personenverkehr stillgelegten Strecke der Unterwesterwaldbahn Siershahn–Altenkirchen (bzw. der Bahnstrecke Engers–Au) inmitten einer bergreichen und mit Buchen und Fichten bewaldeten Landschaft. Durch das südliche Gemeindegebiet fließt der Kleine Saynbach.
Zu Nordhofen gehören auch die Wohnplätze Mausmühle und Waldklause.

## Geschichte
Nordhofen wurde im Jahr 1259 erstmalig Mal in einer bekannten Urkunde erwähnt. Zwei Fundamente mit großen Quadern, gefunden 1961 bei der Renovierung der evangelischen Kirche, lassen jedoch eine weitaus frühere Existenz des Ortes, bereits im 9.–10. Jahrhundert, vermuten.
Im Jahr 1357 verlieh Kaiser Karl IV. in Maastricht Graf Wilhelm I. von Wied das Recht, Nordhofen zu einer Stadt auszubauen. Er erhielt das Recht, „das Dorf und seinen Begriff mit Gräben, Mauern, Thürmen, Erkern, Pforten und anders wie er kann und mag, besteinen, stücken und zu einer gemauerten Statt begreifen und machen zu mögen ohne jemandes hindernus und widerrede“. Aufgrund des Fehlens der natürlichen Bedingungen für eine Stadtanlage konnte sich Nordhofen nicht richtig entwickeln. Es entstanden in den Jahren als Stadt weder Burg, Stadtmauer oder Markt. Auch die verkehrliche Lage war für eine Stadt ungünstig und es fehlte ein Sitz des Landesherren in Nordhofen.
Die Stadtrechte blieben somit ungenutzt und wurden am 26. August 1653 durch Kaiser Ferdinand III. auf Bitten des damaligen Grafen Friedrich III. von Wied auf die günstiger gelegene, neue Siedlung Neuwied übertragen.

### Religion
Zur evangelischen Kirchengemeinde gehören die Orte Nordhofen, Mogendorf, Vielbach und Quirnbach. Bis zum Jahre 1851 gehörten auch Selters und die umliegenden Dörfer zur Kirchengemeinde. Die evangelische Pfarrkirche St. Walburga blickt auf eine lange Geschichte zurück – sie wurde nach aktuellen Annahmen in den Jahren 1080–1130 (oder früher) errichtet.
Am 19. Mai 2022 wurde nach vorangegangenen Sanierungsarbeiten der Dachstuhl des Kirchturms beschädigt.

## Politik

### Gemeinderat
Der Gemeinderat in Nordhofen besteht aus zwölf Ratsmitgliedern, die bei der Kommunalwahl am 9. Juni 2024 in einer Mehrheitswahl gewählt wurden.

### Bürgermeister
Dominik John wurde am 6. März 2020 Ortsbürgermeister von Nordhofen. Da bei der Direktwahl am 26. Mai 2019 kein Bewerber angetreten war, erfolgte die Wahl gemäß Gemeindeordnung durch den Rat. Im Zuge der Kommunalwahlen am 9. Juni 2024 wurde John in seinem Amt bestätigt.
Johns Vorgänger Helmut Zender, der die Aufgabe im Herbst 2014 übernommen hatte, war – wie zuvor angekündigt – bei der Kommunalwahl 2019 nicht erneut angetreten und hatte das Amt bis September 2019 ausgeübt. Bis zur Wahl Johns führte nachfolgend der Erste Beigeordnete Henning Stumpf übergangsweise die Amtsgeschäfte.

### Wappen
| Wappen von Nordhofen | Blasonierung: „Das Wappen von Nordhofen zeigt sieben von unten links nach oben rechts verlaufende gleich breite Bänder, von denen vier rot und drei goldfarben sind, belegt mit hockendem radschlagenden blauen Pfau.“ |
| Wappen von Nordhofen | |

Basis für die Gestaltung ist ein Brief aus dem Jahre 1782 der im Siegel dieses Wappen führt. In einer im Archiv von Neuwied dazu ausgefertigten Anmerkung heißt es: „Wappen von Nordhofen“. Es handelt sich um ein Gerichtssiegel. Die Umschrift lautet: Graeffl (ich) Wiedisch (es) Gericht zu Nordhofen. Dieses Wappen wurde vom Hause der Fürsten von Wied der Gemeinde verliehen. Es zeigt daher auch den Pfau, das Wappentier deren von Wied. Aber: Der Nordhofer Pfau hat keine Beine. Er wird in hockender, vielleicht auch brütender Stellung gezeigt. Vielleicht, um Verwechslungen mit dem Pfau der Fürsten zu Wied zu vermeiden.

## Wirtschaft und Infrastruktur

### Verkehr

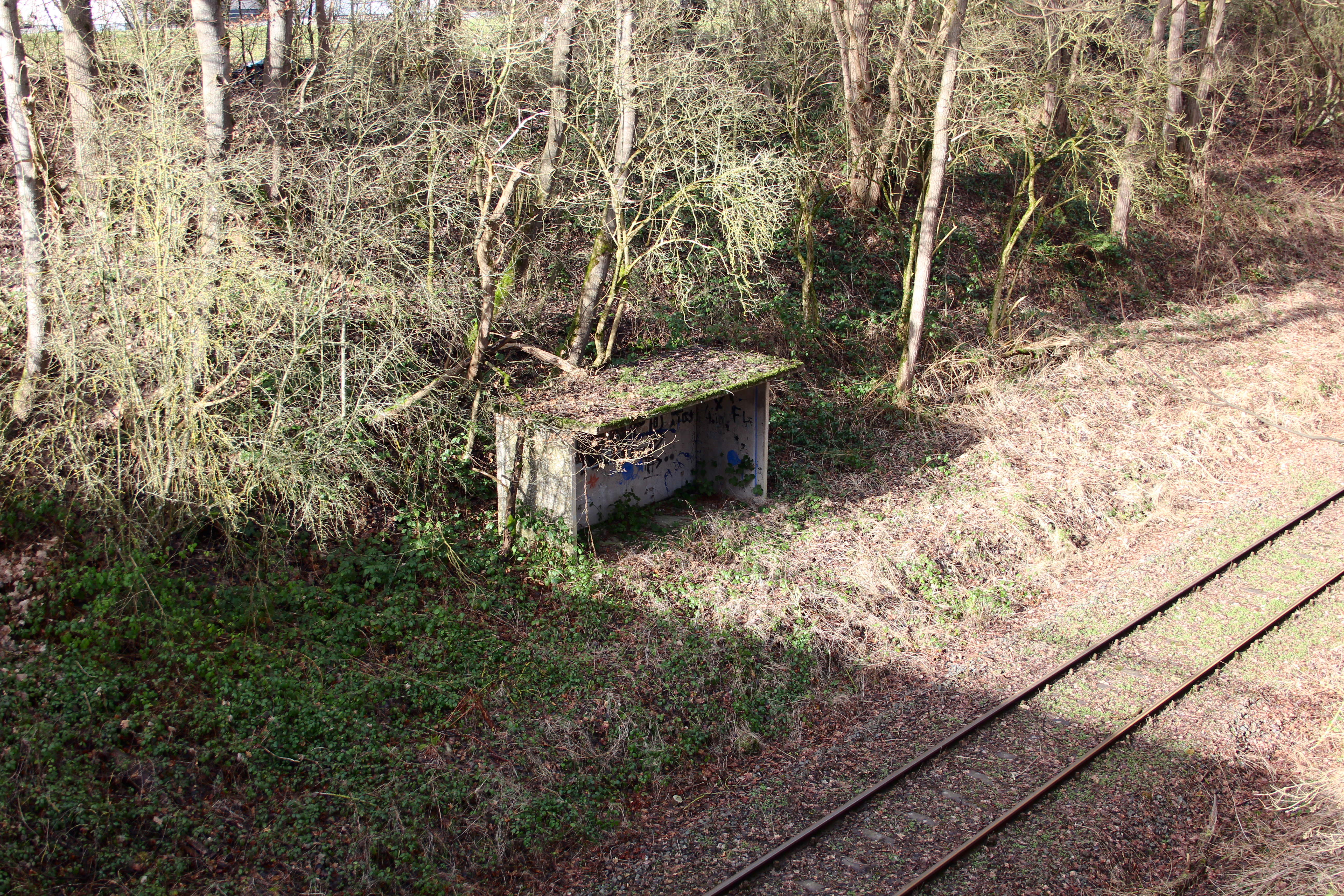
Der am Waldrand gelegene Bahnhaltepunkt Nordhofen ist heute ohne SPNV

- Die nächste Autobahnanschlussstelle ist Ransbach-Baumbach an der Bundesautobahn 3.
- Der nächstgelegene ICE-Halt ist der Bahnhof Montabaur an der Schnellfahrstrecke Köln–Rhein/Main.
- Nordhofen liegt an der Bahnstrecke Engers–Au (Reste des ehemaligen Haltepunktes sind noch vorhanden, die Strecke wird nur noch für Güterverkehr genutzt).

### Vereine
In den letzten Jahrzehnten hatte sich ein reges Vereinsleben entwickelt, welches jedoch aktuell sich wieder zurückentwickelt. Es bestanden vier Ortsvereine: Freiwillige Feuerwehr, Harmonie Nordhofen e. V., Spiel- und Sportverein (SSV) sowie Obst- und Gartenbauverein, von denen jedoch aktuell (Stand: 19. Mai 2015) nur noch die Freiwillige Feuerwehr, Spiel- und Sportverein und der Obst- und Gartenbauverein existieren.

## In Nordhofen geboren
- Gisela Neubauer (* 1937), Politikerin (CDU)

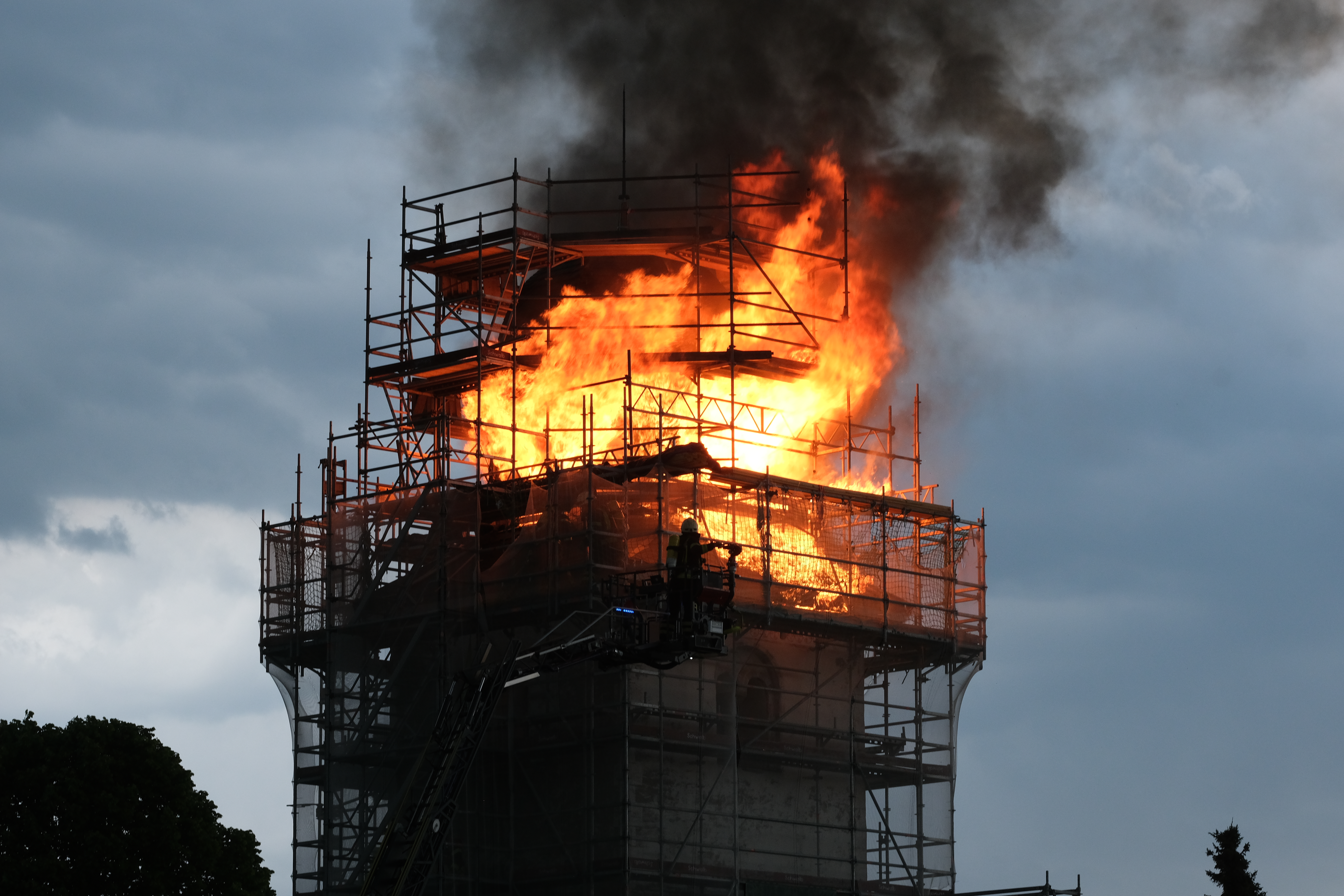
Dachstuhlbrand Pfarrkirche St. Walburga am 19. Mai 2022